# Síndrome de Dravet
La síndrome de Dravet, abans coneguda com a epilèpsia mioclònica severa de la infància, és un tipus d'epilèpsia amb convulsions que sovint es desencadenen per temperatures caloroses o febre. Es tracta amb antiepilèptics. Sovint comença al voltant dels sis mesos d'edat.